# Пажеский корпус
Па́жеский Его́ Импера́торского Вели́чества ко́рпус — престижное придворное (до 1802 года) и военно-учебное заведение Российской империи, действовавшее в Санкт-Петербурге. Был учреждён в 1759 году именным указом Елизаветы Петровны, как придворный пансион «Пажеский Ея Императорского Величества Корпус» и просуществовал в таком виде до вступления на престол Александра I. В 1802 году тот реформировал его в военно-учебное заведение, поставлявшее кадровых офицеров лейб-гвардии вплоть до закрытия большевиками в 1918 году. Выпускники Пажеского корпуса к началу XX века составляли основу гвардейского офицерства и генералитета, а также высшей государственной бюрократии империи.

## История корпуса

### Предыстория
Пажское звание было учреждено в России Петром I вместе с прочими придворными чинами в 1711 году по образцу германских дворов после объявления Екатерины I своей супругой. В то время пажи лишь изредка привлекались к придворной службе, жили дома у своих родителей или родственников, часто без всякого надзора, и не получали надлежащего воспитания и образования. 5 апреля 1742 года, чтобы навести в этом некоторый порядок, Елизавета Петровна указом утвердила комплект в числе восьми камер-пажей и 24 пажей. Кроме того, учитывая близость пажей к высочайшим особам, а также их значительное невежество и невоспитанность, была учреждена Пажеская придворная школа, где их обучали истории, географии, арифметике, французскому и немецкому языкам, а также танцам и фехтованию:

<…>дабы те пажи через то к постоянному и пристойному разуму и благородным поступкам наивяще преуспевали и от того учтивыми, приятными и во всем совершенными себя показать могли, как христианский закон и честная их природа повелевает<…>
30 сентября 1759 года, Высочайшим указом гофмейстером пажей был назначен барон Теодор Генри де Чуди. Назначение это состоялось по выбору гофмаршала барона К. Е. Сиверса, который, пораженный крайней распущенностью пажей и вообще неудовлетворительным положением дел, задумал устроить это учреждение на тех же началах, что и при Версальском дворе, и искал для выполнения этого плана человека, знакомого с французскими порядками. Тотчас по вступлении в свою новую должность, Чуди деятельно принялся за порученное ему дело и в начале следующего месяца представил гофмаршалу проект из 12 пунктов, в котором изложил свой взгляд на воспитание и обучение пажей. Документ этот был положен в основание Высочайшей инструкции 25 октября 1759 года — акта, учредившего «Пажеский двора Ее Императорского Величества корпус».

### Учреждение корпуса
В 1759 году императрица Елизавета Петровна приказала преобразовать Пажескую школу в придворный пансион, который получил официальное название «Пажеский Ея Императорского Величества Корпус». Камер-пажи и пажи, с целью улучшения надзора над ними, были поселены в доме адмирала Брюса. Инструкцией было определено время для дежурств во дворце и для учебных занятий. Тогда же пажей начали обучать иностранным языкам, геометрии, географии, фортификации, истории, рисованию, фехтованию на рапирах и эспадронах, танцам, русской грамматике и словесности и «прочему, тому что необходимо для честного дворянина».

### Корпус при Екатерине II
Екатерина II, желая поднять уровень воспитания и образования пажей, указом 1762 года ограничила приём в Пажеский корпус исключительно детьми дворян, известных своими заслугами перед Россией. Штат пажей был определён в числе шести камер-пажей и 40 пажей. Кроме того, императрица поручила академику Г. Ф. Миллеру составить для них учебную программу. С 1766 года Пажеский корпус переехал в специально приобретённый для него дом на углу Мойки и Зимней канавки. В 1795 году корпус был в образовательном плане приравнен ко всем прочим учебным заведениям Российской империи, и в нём был введён общий для всех порядок обучения. Однако в административном плане он остался в ведении Императорского двора и не был объединён с другими военно-учебными заведениями. В таком виде Пажеский корпус просуществовал 12 лет и на начало XIX века состоял из трёх пажеских классов (на 50 пажей) и одного камер-пажеского (на 16 камер-пажей).

### Корпус после реформы Александра I (1802—1865)
В самом начале своего царствования Александр I задумал реформировать Пажеский корпус с целью превратить его из придворного в элитарное военно-учебное заведение, дающее своим воспитанникам первоклассное образование, достойное будущих офицеров гвардии. Опытный педагог-практик генерал-майор Фридрих Максимилиан Клингер, служивший прежде директором Первого кадетского корпуса, стал главноуправляющим Пажеского корпуса и приступил к разработке нового устава. В начале сентября 1802 года шеф корпуса граф Николай Петрович Шереметев представил государю устав, который был введен в действие 10 октября императорским рескриптом и 13 октября зачитан пажам в здании Корпуса на набережной Фонтанки:

Пажеский корпус есть училище для образования нравов и характера, и в котором имеют быть преподаваемы нужные офицеру познания; …Корпус сей есть совокупно таковое воинское установление, где благородное юношество чрез воспитание приуготовляется к воинской службе строгим повиновением, совершенною подчиненностью и непринужденным, но добровольным выполнением должностей своих. Будущее счастие и слава сих молодых дворян зависит от упомянутых обстоятельств. — Устав Пажеского корпуса
По замыслу Клингера, доверить воспитание пажей — будущих офицеров гвардии — следовало лицам, совмещавшим в себе педагогические способности с боевым опытом. Однако ни директор корпуса генерал-майор Андрей Григорьевич Гогель, ни гофмейстер полковник П. П. Свиньин какими-либо представлениями о педагогике не обладали, хотя и были заслуженными офицерами. В то же время майор Карл Осипович Оде-де-Сион, служивший ранее под началом Клингера учителем в Первом кадетском корпусе, пользовался, благодаря уникальному сочетанию опыта строевой службы и участия в боевых действиях, степени доктора теологии, и многолетнего стажа педагога-практика, полным доверием своего бывшего начальника и как офицер, и как педагог.
28 октября 1802 года Оде-де-Сион был назначен инспектором классов корпуса. Круг его обязанностей включал в себя заведование учебной частью и библиотекой корпуса, управление преподавательскими кадрами, составление учебной программы, контроль успеваемости учеников. Педагогический состав корпуса под его руководством сформировался весьма пёстрый, хотя большинство педагогов были по меркам своего времени людьми хорошо образованными. Однако среди них встречались и довольно невежественные личности, как, например, учитель истории, географии и статистики, некий чиновник восьмого класса Струковский. Спрошенный однажды пажами в шутку, похож ли изображённый на табакерке легендарный князь Рюрик на оригинал, он искренне воскликнул: «Как теперь вижу!» — «славился» он и другими подобными нелепостями. С другой стороны, вплоть до 1812 года курс «политических наук» пажам и камер-пажам преподавал выдающийся учёный, академик Петербургской академии наук Карл Фёдорович Герман — его блестящие лекции с благодарностью вспоминали многие выпускники корпуса того периода.
Набор предметов и объём учебных часов в корпусе были весьма внушительными. Образовательная программа включала гуманитарные дисциплины: географию (физическую, статистическую и политическую), историю (российскую и всеобщую), историю дипломатии и торговли, юриспруденцию. Обязательным для пажей было знание трёх языков: русского, французского и немецкого. Из точных наук преподавали арифметику, алгебру, геометрию (в старших классах — «вышнюю геометрию»), тригонометрию, статику и механику, физику. Каждый выпускник корпуса обязан был уметь рисовать. Поскольку на пажей смотрели, как на будущих офицеров лейб-гвардии, изучали они и специальные военные дисциплины: фортификацию (полевую, долговременную, иррегулярную), атаку и оборону крепостей, артиллерию, «черчение планов», тактику, а с 1811 года обязательным стал экзамен «по фрунтовой службе». Причём в тот год его впервые принимал лично Александр I. Некоторые камер-пажи экзамен этот не выдержали, поскольку уделяли строевому учению лишь один месяц летом, и производство их в офицеры было отложено.
С 1810 года Пажеский корпус помещался в Петербурге в комплексе зданий по Садовой улице, 26 — это бывший дворец графа М. И. Воронцова (архитектор Растрелли, перестроен Кваренги), который до того занимал капитул Мальтийского ордена (см. Мальтийская капелла).
В 1811 году высочайшим приказом офицерам Пажеского корпуса до подполковника включительно было пожаловано старшинство «против армейских одним чином выше».
Около 1814 года среди пажей сформировалась тайное общество, члены которого устраивали секретные собрания, вели вольнодумные разговоры, а также занимались разными ребяческими шалостями. К примеру, они однажды исподтишка насыпали инспектору классов Оде-де-Сиону в табакерку толчёных шпанских мушек, отчего у него сильно распух нос. Кроме того, пажи сочинили эпиграмму на него: «У Сиона на плечах разместились при свечах!».
В 1819 году корпус был подчинён главному директору кадетских корпусов.
В 1820 году члены тайного общества пажей, которых к тому времени в корпусе почему-то прозвали «квилки», выступили в качестве главных действующих лиц серьёзного акта неповиновения корпусному начальству — так называемого «Арсеньевского бунта». Существенную роль в этом событии сыграл и инспектор классов полковник Оде-де-Сион. Один из пажей, Павел Арсеньев, пользовался большой любовью товарищей, хотя и обладал весьма независимым характером. В обществе квилков он не состоял и страстно увлекался чтением, в основном французских авторов. Однажды учитель застал его за этим занятием на уроке, а когда ученик не отреагировал на замечания, то попытался отобрать постороннюю книгу. Арсеньев её спрятал и вступил с учителем в дерзкие пререкания. На шум в класс заглянул Карл Осипович и, узнав в чём дело, попытался поставить провинившегося в угол, а когда тот ослушался, велел ему встать на колени. Арсеньев продолжал упрямиться и дерзить, тогда инспектор классов приказал его арестовать и посадить «в тёмную». Руководство корпуса решило наказать возмутителя розгами перед строем всех офицеров и пажей. Однако телесные наказания в корпусе были столь редки, что среди воспитанников бытовало поверье, будто их дозволяется сечь только с позволения императора. Поэтому, когда солдаты вывели провинившегося пажа на экзекуцию перед строем и попытались уложить на скамью, Арсеньев, возмущённый несправедливостью наказания, оказал им энергичное сопротивление. Видя это, квилки под предводительством своего главаря пажа-вольнодумца Александра Креницына с криками бросились ему на помощь. За ними, сломав строй, последовали остальные пажи. В результате потасовки пострадало несколько офицеров и преподавателей — «старик Сион грузно повалился на барабан», оставленный барабанщиком на полу. Хотя экзекуция сорвалась, корпусные офицеры доложили руководству, что Арсеньев всё же получил несколько ударов. Узнав о произошедшем в Пажеском корпусе, государь распорядился: Арсеньева, как уже наказанного, от порки освободить, а Креницыну дать 30 ударов розгами перед строем, чему тот безропотно покорился. После этого оба были разжалованы в рядовые и направлены в 18-й егерский полк, а Арсеньев, не снеся позора, позже застрелился.
В ходе расследования восстания 1825 года у властей, включая самого Николая I, имелись серьёзные подозрения в принадлежности бывших квилков — участников «Арсеньевского бунта» — к тайным обществам декабристов. Всего же в 1826 году среди членов этих обществ либо «лиц, прикосновенных к делу», следствием было выявлено около сорока человек, которые в разные годы учились в Пажеском корпусе. При этом большинство из бывших камер-пажей оказались тесно связаны с Южным обществом и близко знали его руководителя — Павла Ивановича Пестеля. Так, выпускники корпуса Николай Александрович Васильчиков (выпуск 1820 года), Александр Семёнович Гангеблов (выпуск 1821 года), Николай Николаевич Депрерадович (выпуск 1822 года) и Пётр Николаевич Свистунов (выпуск 1823 года) входили в состав петербургской ячейки Южного общества, созданной Пестелем для пропаганды своих идей в столице, а Свистунов являлся и одним из её руководителей в 1824—1825 годах. Верховным уголовным судом были осуждены пажи, выпущенные из корпуса со времён реформы Александра I: Пестель (осуждён по I разряду), Василий Сергеевич Норов (выпуск 1812 года, осуждён по II разряду), князь Валериан Михайлович Голицын (выпуск 1815 года, осуждён по VIII разряду), Василий Петрович Ивашев (выпуск 1815 года, осуждён по II разряду) и Свистунов (осуждён по II разряду), ещё семь бывших камер-пажей понесли административное наказание.
С 1827 года комплект обучающихся в корпусе увеличен до 150. В 1829 году были изданы правила о порядке зачисления в пажи и определения в Пажеский корпус, причём право просить о зачислении малолетних сыновей в пажи было предоставлено сначала лицам первых четырёх классов, а затем — первых трёх или же представителям фамилий, занесённых в пятую и шестую части родословных книг (титулованное и древнее дворянство). В 1863 году Пажеский корпус перешёл в ведение главного управления военно-учебных заведений.

### Корпус после реформы 1865 года (1865—1917)
В 1865 году Пажеский корпус был совершенно преобразован. Два старшие класса (специальные) уравнены, как в отношении преподавания, так и по организации, с пехотными юнкерскими училищами, а четыре младшие (общие) — с четырьмя старшими классами военных гимназий. В составе корпуса специальные классы образовали строевую роту, а общие — два возраста. Комплект был сохранен в 150 человек.
В 1870 году был образован второй класс. В 1873 году, одновременно с переименованием в военных гимназиях приготовительного класса в первый, первого во второй и т. д., соответственно переименованы были и в Пажеском корпусе общие классы — второй в третий и т. д.
В 1878 году два младшие общих класса корпуса — 3-й и 4-й — были выделены и вместе с вновь учреждёнными — 1-м и 2-м — образовали особое учебное заведение, на 150 своекоштных экстернов. Приготовительные классы Пажеского корпуса, откуда пажи переводились в низший класс корпуса лишь по конкурсному экзамену. В 1885 году приготовительные классы присоединены к корпусу.
По положению 1889 года, Пажеский корпус состоит из 7 общих классов, с учебным курсом кадетских корпусов, и двух специальных, с учебным курсом военных училищ; но, на основании временных правил 1891 года, приёма в два младшие класса вовсе не допускается.
Все воспитанники корпуса носят звание пажей, а при переходе в старший специальный класс, те лучшие из них, кто удовлетворяет определённым требованиям (по успехам в науках и по поведению), производятся в камер-пажи.
Пажеский корпус состоит в ведомстве военного министерства и подчиняется главному начальнику военно-учебных заведений; непосредственное управление вверяется директору, а ближайшее заведование учебной частью — инспектору классов. Ротами заведуют ротные командиры, а классными отделениями — офицеры-воспитатели. При корпусе состоят комитеты: педагогический, дисциплинарный и хозяйственный.
Общий комплект обучающихся: 170 интернов, воспитывающихся на полном казённом иждивении, и 160 экстернов, за которых уплачивается по 200 р. в год. В 3-м (низшем) классе полагались только экстерны. Сверх общего числа интернов полагалось 6 штатных вакансий для уроженцев Финляндии.
К приёму в корпус допускались исключительно зачисленные предварительно, по Высочайшему повелению, в пажи к Высочайшему двору; ходатайствовать о таковом зачислении разрешалось лишь о сыновьях и внуках лиц, состоящих или состоявших на службе в чинах первых трёх классов или же об отпрысках родов, занесённых в пятую и шестую части родословных книг (титулованное и древнее дворянство).
Приём производился по состязательному экзамену; в 7-й общий и в оба специальные классы ни приёма, ни перевода пажей — кандидатов из других корпусов, не допускается (временные правила, 1891 год).
Воспитанники делились на три роты. На лагерное время 1-я рота выводилась в лагерь, в Красное Село, где прикомандировывается к Офицерской стрелковой школе; 2-я рота проводила летом от 5 до 6 недель в кадетском лагере в Петергофе. Пажи 1-й роты считались на действительной военной службе.
По результатам выпускного экзамена все воспитанники старшего специального класса разделялись на четыре разряда:
1. отнесённые к 1-му разряду выпускались подпоручиками или корнетами в гвардию, или теми же чинами в армию или в специальные войска, с одним годом старшинства, и получали на обмундирование по 500 рублей, трое отличнейших из них могут быть прикомандировываемы к гвардейской артиллерии;
2. отнесённые ко 2-му разряду — подпоручиками и корнетами в армию или в специальные войска, с одним годом старшинства, и получают на обмундирование по 225 рублей;
3. отнесённые к 3-му разряду — теми же чинами в армию, без старшинства; на обмундирование получают столько же;
4. отнесённые к 4-му разряду переводятся в части армейской пехоты или кавалерии унтер-офицерами на 6 месяцев, после чего могут быть производимы в офицеры, но исключительно на вакансии.

Все отнесённые к первым трём разрядам выпускались в части войск по собственному выбору, хотя бы в них не было вакансий, но в гвардейские части лишь в те, где сверхкомплект офицеров не превышает 10 %.
Неспособные к военной службе награждались гражданскими чинами: первые 2 разряда — X класса, 3-й разряд — XII класса и 4-й разряд — XIV класса.
За полученное образование окончившие курс корпуса обязаны пробыть на действительной службе по 1,5 года за год пребывания в специальных классах.
При корпусе учреждены капиталы для выдачи пособий оканчивающим курс: имени бывшего директора генерал-адъютанта гр. Игнатьева, имени «пажа Николая Веймарна» (пожертвованный его отцом) и имени бывшего директора генерала от инфантерии Дитрихса.

## Директора
- 1759—1760: Чуди Луи Теодор Анри (барон Жан-Батист-Луи-Теодор де Чуди)
- ? — 1762: Лихтен Иоганн
- 1762—1779: Ротштейн Франц
- 1779—1797: секунд-майор Шевалье-де-Вильно, Франц Николаевич
- 1797—1802: генерал-майор Шапошников, Фёдор Сергеевич
- 1802—1805: Гогель, Андрей Григорьевич
- 20.10.1806 — 20.03.1830: Гогель, Иван Григорьевич
- 20.03.1830 — 05.05.1834: генерал-майор Свиты Е. И. В. (с 19.04.1831 генерал-адъютант, с 06.12.1833 генерал-лейтенант) Кавелин, Александр Александрович
- 1834—1846: Игнатьев, Павел Николаевич
- 1846—1849: Зиновьев, Николай Васильевич
- 1849—1854: генерал-майор Свиты (с 26.11.1852 генерал-лейтенант) Философов, Николай Илларионович
- 1854—30.08.1861: генерал-лейтенант Желтухин, Владимир Петрович
- 30.08.1861 — 16.02.1865: генерал-лейтенант Озеров, Сергей Петрович
- 22.08.1865—1867: генерал-майор Свиты Корсаков, Никита Васильевич
- 1867—1871: Бушен, Дмитрий Христианович
- 1871—1878: Мезенцов, Пётр Иванович
- 1878—1894: Дитрихс, Фёдор Карлович
- 1894—1900: граф Келлер, Фёдор Эдуардович
- 11.09.1900 — 06.07.1907: полковник (с 06.12.1900 генерал-майор, с 22.04.1907 генерал-лейтенант) Епанчин, Николай Алексеевич
- 13.07.1907 — 14.09.1910: генерал-майор Шильдер, Владимир Александрович
- 14.09.1910 — 09.11.1916: генерал-майор Усов, Николай Николаевич
- 1917: полковник Фену, Александр Николаевич.

## Придворная служба
Воспитанники Пажеского корпуса в период обучения считались причисленными к императорскому двору и систематически несли обязанности караульной службы. Большой честью и привилегией считалось возведение пажа в звание камер-пажа. Однако на это могли рассчитывать только лучшие из лучших, отличившиеся в учёбе, поведении и воспитании, а также свободно владеющие иностранными языками. 
Камер-пажи были прикреплены и несли службу при императрице и великих княгинях во время балов, торжественных обедов, официальных церемоний и других мероприятий, где их присутствие было обязательным по протоколу. Количество камер-пажей варьировалось в зависимости от количества августейших особ и членов императорской семьи.
Общий порядок был такой: при императоре — один камер-паж, назначенный сержант-майором, при каждой императрице (вдовствующей и действующей) — по два камер-пажа, и при каждой из великих княгинь — по одному камер-пажу. Ещё один паж назначался запасным камер-пажом на случай болезни одного из камер-пажей. Таким образом, в 1896 году, когда имелось девять великих княжон и две императрицы, несли почётную придворную службу камер-пажа 14 пажей и один был запасным. До 1802 года, помимо пажей и камер-пажей, в корпусе и, соответственно, придворной службе существовало звание лейб-пажа, в 1907 году восстановленный в звание старшего камер-пажа.
Пажи по правовому статусу приравнивались к унтер-офицерам гвардии, камер-пажи — к фельдфебелям гвардии, старшие камер-пажи — к подпрапорщикам гвардии. Выпуск по первому разряду из корпуса «в армию тем же чином» на самом деле не практиковался. По четвёртому разряду из корпуса выпускались пажи — унтер-офицерами в гвардию или подпрапорщиками в армию, камер-пажи (что бывало крайне редко) — подпрапорщиками в гвардию или прапорщиками в армию.

## Отношения между пажами
Есть сведения, что, в Пажеском корпусе были распространены однополые связи. В частности, на это указывает нецензурная поэма «Похождения пажа», опубликованная за границей в 1879 году, но написанная несколькими десятилетями раньше. Её автором считается офицер Шенин, окончивший корпус в 1822 году:

Меня невинности лишили,

Как в корпус я лишь поступил

<…>

Здесь будет объяснить уместно,

Что корпусные все пажи

В столице севера известны

Как бугры или бардаши.

Некоторые известные впоследствии лица были исключены из Пажеского корпуса за недостойное поведение: Е. А. Баратынский, П. В. Долгоруков. В воспоминаниях князя П. А. Кропоткина (окончил корпус в 1862 г.) сообщается следующее:

Камер-пажи делали всё, что хотели. Всего лишь за год до моего поступления в корпус любимая игра их заключалась в том, что они собирали ночью новичков в одну комнату и гоняли их в ночных сорочках по кругу, как лошадей в цирке. «Цирк» обыкновенно заканчивался отвратительной оргией на восточный лад. Нравственные понятия, господствовавшие в то время, и разговоры, которые велись в корпусе по поводу «цирка», таковы, что, чем меньше о них говорить, тем лучше

Однако сам Кропоткин свидетелем этому не был:
«Что же касается «цирка» и других игрищ, то они перешли в область преданий»
С другой стороны, генерал Ф. К. Гершельман (поступил в корпус в 1863 г.) в своих воспоминаниях ни о чём подобном не упоминает. Он пишет, что были случаи пренебрежительного отношения старшего курса к младшему: «Приходила ватага молодцев с шумом к нам наверх и производила у нас полный переполох: подымали возню, подвергали нас всяческим испытаниям вроде сажания на пирамиду из табуретов, поставленных один на другой; подвязывание в простынях к крючкам гимнастики под потолком и т. п., затем уходили восвояси». Были случаи срыва занятий и розыгрышей преподавателей, которые назывались «балаганы». Однако, пишет далее генерал: " «Во всех этих забавах, при всей иногда дикости их, ничего, в сущности, дурного, злого, безнравственного не было».
Более того, старшие воспитанники сами следили за доброй нравственностью младших. Тот же генерал Гершельман вспоминает, что повздорив с товарищем, на следующий день его позвал к себе отделенный камер-паж и сказал: «Видите, Гершельман, вы вчера сильно разгорячились в злобе на такого-то, и я за вами потом следил. Вместо того чтобы перед сном пойти к церкви помолиться, вы прямо легли спать, нехорошо, молитва успокоила бы вас, и вам именно вчера-то и следовало бы лишний раз помолиться». Должен сказать, что многие пажи, ложась спать, спускались в средний этаж на молитву перед запертою церковною дверью».

## Масонство в Пажеском корпусе
Инспектор классов в эпоху Александра I, Карл Осипович Оде-де-Сион, как и некоторые другие педагоги Пажеского корпуса, были масонами. Этот факт не остался тайной для их воспитанников. В конце 1811 года правительством были установлены правила, определившие наименьший возраст посвящения в масоны в 25 лет. Тем не менее лучший ученик выпускного камер-пажеского класса Павел Пестель обратился к Карлу Осиповичу с просьбой помочь ему со вступлением в ложу; между ними состоялся доверительный разговор:

— Вы знакомы с нашим учением? — спросил Оде де Сион.
— Я слышал о цели, которую преследуют масоны, и считаю её благородной.
— Хорошо, я буду вашим поручителем. Надеюсь, что через две недели вы вступите в ложу.— 
Вопреки правительственному запрету Карл Осипович выполнил своё обещание — Пестель стал масоном первого, ученического градуса ещё в стенах Пажеского корпуса, а 1 марта 1812 года, будучи уже прапорщиком лейб-гвардии Литовского полка, получил диплом мастера ложи «Соединённые друзья», наделяющий его правом работать в трёх символических градусах. Карл Осипович подписал его, среди прочих офицеров ложи, в качестве дародателя (фр. Hospitalier). Освоив с юных лет формы и методы организации вольных каменщиков, Пестель впоследствии внедрял их (с большим или меньшим успехом) в деятельность тайных политических союзов.